# Filip I Arab
Filip I Arab, Marcus Iulius Philippus (ur. 204, zm. 249) – cesarz rzymski od 244 do 249 roku, panował jako Imperator Caesar Marcus Iulius Philippus Augustus.
Pochodził z Trachonitis, krainy w południowej Syrii położonej na wschód od Jordanu. Miejscem jego urodzenia było Philippopolis w ówczesnej prowincji Arabia Petraea.

## Życiorys

### Przejęcie władzy
Za rządów cesarza Gordiana III był jednym z najważniejszych (razem ze swoim bratem Pryskusem) dowódców na rozkazach Tymezyteusza, prefekta pretorianów i w latach 241–243 najważniejszej osoby w państwie. Tymezyteusz zmarł w drugiej połowie 243 roku w trakcie wojny z Persją i Filip zastąpił go na stanowisku prefekta. W połowie lutego 244 roku rzymska armia została pokonana przez wojska Szapura I na perskim terytorium (niedaleko od Ktezyfonu), a cesarz Gordian zmarł lub zginął wkrótce potem. W trudnej sytuacji należało szybko wybrać nowego cesarza i wybór padł na Filipa. Jego szybka zgoda była traktowana później jako dowód jego udziału w śmierci Gordiana.

### Układ z Persją
Sytuacja Filipa była niebezpieczna. Stał na czele pokonanej armii znajdującej się na terytorium Persji i dodatkowo mógł obawiać się własnych żołnierzy, którzy mogli go zacząć obwiniać o możliwe przyszłe niepowodzenia. Jego najważniejszym celem stało się jak najszybsze wydostanie się z Persji i udanie się do Rzymu, gdzie mógłby ugruntować swoją pozycję jako nowy cesarz. Dlatego też zawarł układ z Szapurem, płacąc ogromny okup i godząc się na to, by Armenia znalazła się w perskiej strefie wpływów. Tereny Mezopotamii, odbite przez Rzymian w latach 243–244, miały pozostać w cesarstwie. Po zawarciu porozumienia wraz z armią wrócił na wschodnie tereny Cesarstwa rzymskiego.

### Panowanie
Filip pozostawił swojego brata, Pryskusa, w Antiochii jako zarządcę Wschodu, a sam udał się do Rzymu, gdzie przybył późnym latem 244 roku. W stolicy nadał swojemu siedmioletniemu synowi Filipowi II tytuł cezara. W 245 wyruszył nad Dunaj, gdzie Karpowie wspierani przez Gotów od końca 243 przekraczali rzekę od strony Dacji i – wykorzystując rzymskie drogi do szybkiego przemieszczania się – spustoszyli bałkańskie prowincje. Filip wypchnął barbarzyńców na północ od Dunaju i wkroczył za nimi do Dacji; latem 246 roku kampania zakończyła się zwycięstwem. Mimo to sytuacja na tym odcinku rzymskiego limesu (Dacja i dolny Dunaj) pozostawała trudna i wymagała sprowadzania dodatkowych garnizonów, co osłabiało inne odcinki granicy.
W 247 Filip przebywał w Rzymie, gdzie zorganizował wielkie obchody – tzw. święta stulecia (ludi saeculares) z okazji 1000-lecia miasta Rzym (21 kwietnia 247 mijało millenium od tradycyjnej daty założenia miasta), połączone z uczczeniem jego zwycięstw oraz nadaniem synowi tytułu augusta. W 248 nad środkowym Dunajem wybuchła rebelia Pakacjana; została rychło stłumiona, ale destabilizacja w regionie zachęciła Kwadów i Jazygów do splądrowania Panonii. Z kolei Mezję Dolną atakowali Goci, wcześniej opłacani przez Rzym, a teraz pozbawieni tych funduszy decyzją Filipa. Sytuacja zachęciła także Karpów do wznowienia ataków na Mezję i Dację. Filip wysłał nad Dunaj Decjusza z zadaniem opanowania sytuacji. Decjusz działał skutecznie, zyskując uznanie armii, która, rzekomo wbrew jego woli, obwołała go cesarzem w maju lub czerwcu 249.
Niezależnie od tego wydarzenia pozycja Filipa słabła. Po poprzednikach odziedziczył kłopoty finansowe pogłębione jeszcze przez jego wydatki (m.in. wielką rozbudowę rodzinnego Philippopolis w Syrii). Próbował poprawić sytuację psując monetę, ale wstrzymywał się od podnoszenia podatków w Italii i Afryce, pamiętając o kłopotach, jakie przyniosło to cesarzowi Maksyminowi. Jego brat, Pryskus, próbował podnieść podatki na podległym sobie Wschodzie, lecz wywołał tym posunięciem rewoltę Jotapiana w Kapadocji i Uraniusza Antoninusa w Syrii. Być może odpowiedzią na podniesienie podatków były też rozruchy religijne, jakie wtedy wybuchły w Aleksandrii, co ograniczyło dostawy zboża z Egiptu do Rzymu i dodatkowo pogłębiło problemy Filipa.

### Upadek i śmierć
Obwołany cesarzem Decjusz ruszył z armią do Italii. Filip wyruszył na jego spotkanie, pozostawiając syna w stolicy. W sierpniu lub wrześniu 249 doszło do bitwy pod Weroną, gdzie Filip został pokonany i zabity. Na wieść o jego upadku w Rzymie zamordowano Filipa II.